# Paddy Moloney
Pour les articles homonymes, voir Moloney.
Paddy Moloney (nom de scène de Pádraig Ó Maoldomhnaigh), né le 1er août 1938 et mort le 12 octobre 2021 à Dublin, est un musicien irlandais et l'un des fondateurs du groupe de musique irlandaise The Chieftains ; il a participé à chacun des albums du groupe.

## Biographie
Paddy Moloney naît à Donnycarney, un faubourg de Dublin (Irlande). Sa mère lui achète son premier tin whistle lorsqu'il a six ans, et il commence l'apprentissage des uilleann pipes à l'âge de huit ans. Il joue également de l'accordéon diatonique et du bodhrán.
À la fin des années 1950, il rencontre Seán Ó Riada, et rejoint le groupe Ceoltóirí Chualann quelques années plus tard. En 1959, avec Garech de Brun (anglicisé en Garech Browne), de Luggala, il crée le label Claddagh Records. Il en devient le producteur en 1968, et supervise l'enregistrement de quarante-cinq albums.
Au cours de sa carrière, il a organisé des sessions de travail pour Mike Oldfield, The Muppets, Mick Jagger, Paul McCartney, Sting et Stevie Wonder. 
Il est le principal compositeur et arrangeur des interprétations et créations des Chieftains, et il a également composé des œuvres pour des musiques de films comme l'Île au trésor, Agnes Browne, The Grey Fox, et Gangs of New York.

## Discographie
- 1963 : The Chieftains 1 (album studio) ;
- 1969 : The Chieftains 2 (album studio) ;
- 1971 : The Chieftains 3 (album studio) ;
- 1973 : The Chieftains 4 (album studio) ;
- 1974 : Paddy Moloney and Sean Potts - Tin Whistles ;
- 1975 : The Chieftains 5 (album studio) ;
- 1976 : The Chieftains 6: Bonaparte's Retreat (album studio) ;
- 1977 : The Chieftains 7 (album studio) ;
- 1978 : The Chieftains Live! (album en public enregistré à Boston et Toronto pendant la tournée américaine de 1976) ;
- 1978 : The Chieftains 8 (album studio) ;
- 1979 : The Chieftains 9 : Boil the Breakfast Early (album studio) ;
- 1981 : The Chieftains 10 : Cotton-Eyed Joe (album studio) ;
- 1982 : The Year of the French (album studio) ;
- 1982 : The Grey Fox (musique pour le film homonyme) ;
- 1982 : Concert Orchestra ;
- 1985 : The Chieftains in China (album en public) ;
- 1986 : Music from Ballad of the Irish Horse (musique de film) ;
- 1987 : Celtic Wedding (album studio) ;
- 1987 : In Ireland (avec James Galway) (album studio) ;
- 1988 : Irish Heartbeat (avec Van Morrison) (album studio) ;
- 1988 : The Tailor Of Gloucester (narration) ;
- 1998 : A Chieftains Celebration (album studio) ;
- 1990 : Over the Sea To Skye : The Celtic Connection avec James Galway (album enregistré en studio et en public) ;
- 1991 : The Bells of Dublin (musique de Noël en collaboration) ;
- 1992 : Another Country (album studio) ;
- 1992 : An Irish Evening (album enregistré en public) ;
- 1993 : The Celtic Harp : A Tribute To Edward Bunting avec le Belfast Harp Orchestra (album studio) ;
- The Long Black Veil (réédition des CD Mobile Fidelity Gold - 1995 et 2004) (album studio) ;
- 1996 : Film Cuts (compilation de musiques de film) ;
- 1996 : Santiago (album enregistré en studio et en public) ;
- 1998 : Long Journey Home (musique de film) ;
- 1998 : Fire in the Kitchen (album studio) ;
- 1998 : Silent Night : A Christmas in Rome (musique de Noël en collaboration) ;
- 1999 : Tears of Stone (album studio) ;
- 2000 : Water From the Well (album studio) ;
- 2002 : The Wide World Over (compilation) ;
- 2002 : Down the Old Plank Road : The Nashville Sessions (album studio) ;
- 2003 : Further Down the Old Plank Road (album studio) ;
- 2005 : Live From Dublin : A Tribute To Derek Bell (album enregistré en public) ;
- 2006 : The Essential Chieftains (compilation).